# Коммутация (компьютерные сети)
Коммута́ция в компьютерной сети — процесс соединения абонентов данной сети через транзитные узлы. Абонентами могут выступать ЭВМ, сегменты локальных сетей, факс-аппараты или телефонные собеседники. Как правило, в сетях общего доступа невозможно предоставить каждой определённой паре абонентов собственную физическую линию связи, которой они могли бы монопольно «владеть» и использовать в любое время. Поэтому в сети всегда применяется какой-либо способ коммутации абонентов, который обеспечивает разделение имеющихся физических каналов между несколькими сеансами связи и между абонентами сети.
Каждый абонент соединен с коммутаторами индивидуальной линией связи, закреплённой за этим абонентом. Линии связи, протянутые между коммутаторами, разделяются несколькими абонентами и используются совместно.

## Коммутация
Коммутация по праву считается одной из самых популярных современных технологий. Коммутаторы по всему фронту теснят мосты и маршрутизаторы, оставляя за последними только организацию связи через глобальную сеть. Популярность коммутаторов обусловлена прежде всего тем, что они позволяют за счет сегментации повысить производительность сети. Помимо разделения сети на мелкие сегменты, коммутаторы дают возможность создавать логические сети и легко перегруппировывать устройства в них. Иными словами, коммутаторы позволяют создавать виртуальные сети.
В 1994 году компания IDC дала своё определение коммутатора локальных сетей: коммутатор — это устройство, конструктивно выполненное в виде сетевого концентратора и действующее как высокоскоростной многопортовый мост; встроенный механизм коммутации позволяет осуществить сегментирование локальной сети, а также выделить полосу пропускания конечным станциям в сети.
Впервые коммутаторы появились в конце 1980-х годов. Первые коммутаторы использовались для перераспределения пропускной способности и, соответственно, повышения производительности сети. Можно сказать, что коммутаторы первоначально применялись исключительно для сегментации сети. В наше время произошла переориентация, и теперь в большинстве случаев коммутаторы используются для прямого подключения к конечным станциям.
Широкое применение коммутаторов значительно повысило эффективность использования сети за счет равномерного распределения полосы пропускания между пользователями и приложениями. Несмотря на то, что первоначальная стоимость была довольно высока, тем не менее они были значительно дешевле и проще в настройке и использовании, чем маршрутизаторы. Широкое распространение коммутаторов на уровне рабочих групп можно объяснить тем, что коммутаторы позволяют повысить отдачу от уже существующей сети. При этом для повышения производительности всей сети не нужно менять существующую кабельную систему и оборудование конечных пользователей.
Общий термин коммутация применяется для четырёх различных технологий:
- конфигурационная коммутация,
- коммутация кадров,
- коммутация ячеек,
- преобразование между кадрами и ячейками.

В основе конфигурационной коммутации лежит нахождение соответствия между конкретным портом коммутатора и определенным сегментом сети. Это соответствие может программно настраиваться при подключении или перемещении пользователей в сети.
При коммутации кадров используются кадры сетей Ethernet, Token Ring и т. д. Кадр при поступлении в сеть обрабатывается первым коммутатором на его пути. Под термином «обработка» понимается вся совокупность действий, производимых коммутатором для определения своего выходного порта, на который необходимо направить данный кадр. После обработки он передается далее по сети следующему коммутатору или непосредственно получателю.
В технологии Asynchronous Transfer Mode также применяется коммутация, но в ней единицы коммутации носят название ячеек. Преобразование между кадрами и ячейками позволяет станциям в сети Ethernet, Token Ring и т. д. непосредственно взаимодействовать с устройствами АТМ. Эта технология применяется при эмуляции локальной сети.
Коммутаторы делятся на четыре категории:
1. Простые автономные коммутаторы сетей рабочих групп позволяют некоторым сетевым устройствам или сегментам обмениваться информацией с максимальной для данной кабельной системы скоростью. Они могут выполнять роль мостов для связи с другими сетевыми сегментами, но не транслируют протоколы и не обеспечивают повышенную пропускную способность с отдельными выделенными устройствами, такими как серверы.
2. Коммутаторы рабочих групп второй категории обеспечивают высокоскоростную связь одного или нескольких портов с сервером или базовой станцией.
3. Коммутаторы сети отдела предприятия, которые часто используются для взаимодействия сетей рабочих групп. Они представляют более широкие возможности администрирования и повышения производительности сети. Такие устройства поддерживают древовидную схему связей, которая используется для передачи информации по резервным каналам и фильтрации пакетов. Физически такие коммутаторы поддерживают резервные источники питания и позволяют оперативно менять модули(какие модули и зачем их менять?).
4. Коммутаторы сети масштаба предприятия, выполняющие диспетчеризацию трафика, определяя наиболее эффективный маршрут. Они могут поддерживать большое количество логических соединений сети. Многие производители корпоративных коммутаторов предлагают в составе своих изделий модули АТМ. Эти коммутаторы осуществляют трансляцию протоколов Ethernet в протоколы АТМ.

## Виды коммутации
Существует четыре принципиально различные схемы коммутации абонентов в сетях:
- Коммутация каналов (КК, circuit switching) — организация составного канала через несколько транзитных узлов из нескольких последовательно «соединённых» каналов на время передачи сообщения (оперативная коммутация) или на более длительный срок (постоянная/долговременная коммутация — время коммутации определяется административно).
- Коммутация сообщений (КС, message switching) — разбиение информации на сообщения, которые передаются последовательно к ближайшему транзитному узлу, который, приняв сообщение, запоминает его и передаёт далее сам таким же образом. Получается нечто вроде конвейера. Данные могут задерживаться на узлах до тех пор, пока не появится рабочее соединение.
- Коммутация пакетов (КП, packet switching) — разбиение сообщения на «пакеты», которые передаются отдельно. Разница между сообщением и пакетом: размер пакета ограничен технически, сообщения — логически. При этом, если маршрут пакетов между узлами определён заранее, говорят о виртуальном канале (с установлением соединения). Пример: коммутация IP-пакетов. Если же для каждого пакета задача нахождения пути решается заново, говорят о датаграммном (без установления соединения) способе пакетной коммутации.
- Коммутация ячеек (КЯ, cell switching) — частный случай коммутации пакетов с эмуляцией виртуальных каналов (см. X.25, Frame Relay, MPLS), при коммутации ячеек пакеты всегда имеют фиксированный и относительно небольшой размер (см. Asynchronous Transfer Mode).

В сети могут использоваться несколько видов коммутации. Например, в сети с системой передачи ПЦИ (PDH) / СЦИ (SDH) для реализации КЯ используется КК, сама же КЯ служит для передачи и коммутации пакетов, которые в свою очередь несут в себе сообщения. В терминах уровневой системы, первым, физическим уровнем является система передачи данных плезиохронной или синхронной иерархии. Следующий уровень — коммутация каналов, затем ячеек — АТМ, над ней коммутация пакетов по протоколам TCP/IP, и на основе всего этого реализуется прикладной уровень, например, служба электронной почты по протоколу SMTP.

## Коммутация в телефонных сетях
В телефонных сетях применяются схожие подходы к коммутации вызовов между абонентами на основе телефонного номера и параметров телефонных коммутаторов — АТС, а также технических особенностей каждой телефонной сети — технологии передачи данных, протоколов сигнализации, телефонного плана нумерации.
В телефонной сети общего пользования в рамках прохождения одного вызова могут применяться разные подходы к его коммутации, в зависимости от особенностей промежуточных узлов связи и сопряжённых телефонных сетей.